# Erdős–Kac-tétel
Az Erdős–Kac-tétel a valószínűségszámítás és a számelmélet területén azt állítja, hogy ha ω(n) egy n szám egymástól különböző prímtényezőinek száma, és, ha az n számot 1 és N  között egyenlő eséllyel sorsoljuk ki, akkor az
{\displaystyle {\frac {\omega (n)-\log \log N}{\sqrt {\log \log N}}}} véletlen érték
valószínűség-eloszlása standard normális eloszlást mutat, amennyiben N elég nagy.
Ez a tétel a Hardy–Ramanujan-tétel kiterjesztése, mely azt állítja, hogy ω(n) átlagértéke log log N, a szórás pedig {\displaystyle {\sqrt {\log \log N}}}.
Pontosabban kifejtve a < b esetre:
{\displaystyle \lim _{x\rightarrow \infty }\left({\frac {1}{x}}\cdot \#\left\{n\leq x:a\leq {\frac {\omega (n)-\log \log N}{\sqrt {\log \log N}}}\leq b\right\}\right)=\Phi (a,b)}
ahol {\displaystyle \Phi (a,b)} a normális eloszlás, vagy más néven Gauss-eloszlás:
{\displaystyle \Phi (a,b)={\frac {1}{\sqrt {2\pi }}}\int _{a}^{b}e^{-t^{2}/2}\,dt.}
Amit Erdős és Kac bizonyít, az az, hogy ha n egy tetszőlegesen kiválasztott nagy egész, akkor n egymástól különböző prímtényezőinek száma közelítően normális eloszlású lesz, log log N variancia és várható értékkel.
Ez azt jelenti, hogy például egy milliárd nagyságrendű szám felépíthető átlagosan 3 prímszámból.
Például: 1 000 000 003 = 23 × 307 × 141 623.
| n                                 | n számjegyeinek száma | Prímszámok átlagos száma | szórás |
| --------------------------------- | --------------------- | ------------------------ | ------ |
| 1000                              | 4                     | 2                        | 1,4    |
| 1 000 000 000                     | 10                    | 3                        | 1,7    |
| 1 000 000 000 000 000 000 000 000 | 25                    | 4                        | 2      |
| 1065                              | 66                    | 5                        | 2,2    |
| 109566                            | 9567                  | 10                       | 3,2    |
| 10210 704 568                     | 210 704 569           | 20                       | 4,5    |
| 1022                              | 1022+1                | 50                       | 7,1    |
| 1044                              | 1044+1                | 100                      | 10     |
| 10434                             | 10434+1               | 1000                     | 31,6   |

A 10 000 számjegyből álló számok kb. 12,6%-a 10 prímből felépíthető, és 68% (±σ) 7–13 prímből.
Egy 186 számjegyből álló szám átlagosan 6 prímből felépíthető.